# Don Camillo (film, 1984)
Pour les articles homonymes, voir Don Camillo (homonymie).
Pour plus de détails, voir Fiche technique et Distribution.
Don Camillo est un film italien réalisé, interprété et produit par Terence Hill, sorti en 1984, nouvelle adaptation des aventures de don Camillo, portées à l'écran pour la première fois en 1952 avec Le Petit Monde de don Camillo.

## Synopsis
La vie de la ville de Pomponesco dans la province de Mantoue (bien que les romans de Guareschi et les films qui en avaient été tirés précédemment se déroulent à Brescello en Émilie-Romagne), ponctuée par la rivalité entre le maire communiste Peppone et le curé Don Camillo.

## Fiche technique
- Titre original : Don Camillo
- Réalisation : Terence Hill
- Scénario : Lori Hill, librement adapté des récits de Giovannino Guareschi
- Musique : Pino Donaggio
- Image : Franco Di Giacomo
- Décors : Mario Garbuglia
- Costumes : Vera Marzot
- Montage : Jack Fitzstephens et Camilla Toniolo
- Production : Terence Hill,Mark Johnson
- Société de production : Paloma Films
- Tournage : avril-juillet 1983, Pomponesco (province de Mantoue, Lombardie)
- Pays d'origine : Italie
- Format : Couleurs - 1,85:1 - Mono - 35 mm
- Genre : Comédie
- Durée : 118 minutes
- Date de sortie : 1984
- Affiche : Michel Landi (France)

## Distribution
- Terence Hill (VF : Yves Rénier) : Don Camillo
- Colin Blakely (VF : Roger Carel) : Giuseppe Bottazzi dit « Peppone »
- Mimsy Farmer (VF : Tania Torrens) : Jo Magro
- Andy Luotto (VF : Claude Rollet) : Smilzo
- Joseph Ragno (VF : Marc François) : Brusco
- Jennifer Hingel : Lilly
- Ross Hill : Magrino
- Franco Diogene (VF : Roger Lumont) : Binella
- Bianca Doria
- Roberto Boninsegna
- Roberto Pruzzo
- Luciano Spinosi
- Carlo Ancelotti : Un joueur des Diables